# Lemoiz
Lemoiz en basque ou Lemóniz en espagnol est une commune de Biscaye dans la communauté autonome du Pays basque en Espagne.
Le nom officiel de la ville est Lemoiz.

## Toponymie
Lemoiz appartient à la série de toponymes basques se terminant en -iz.
Le linguiste Julio Caro Baroja considérait que, dans la zone basco-navarraise, les suffixes -oz, -ez et -iz appliqués à la toponymie indiquaient que dans l'Antiquité le lieu avait été propriété de la personne dont le nom était uni au suffixe latin -icus décliné, en pouvant remonter son origine depuis le Moyen Âge jusqu'à l'époque de l'Empire romain.
Dans le cas de Lemoiz, Caro Baroja a proposé que ce nom pourrait être Lemonius, un nom latin documenté. Ainsi, si au nom Lemonius on ajoute le suffixe latin -icus qui indique l'appartenance, on obtient Lemonicus. Lemonicus pourrait aussi être un fils de Lemonius. Le nom de famille de Lemonicus et de ses descendants serait Lemonici (génitif au singulier et nominatif au pluriel).
De ce Lemonici peut dériver le toponyme Lemóniz. Ce même nom se dissimulerait aussi dans le toponyme d'une autre localité biscaïenne, Lemona. Une évolution semblable de ce suffixe latin - icus donne naissance à de nombreux patronymes utilisés dans les langues latines de la péninsule Ibérique.
Lemóniz a été fixé comme forme écrite du nom. Toutefois en basque le nom a continué à évoluer oralement et a donné lieu à Lemoiz en perdant le n intervocal, un phénomène commun dans la langue basque durant ces derniers siècles. L'actuel nom de la localité en basque : « Lemoiz » est le fruit de cette évolution Lemóniz → Lemoiz. En espagnol, on a conservé la manière la plus ancienne Lemóniz comme nom formel de la localité.
En 1991 la mairie a décidé d'adopter officiellement la forme basque du nom, qui depuis lors s'écrit Lemoiz.

## Géographie

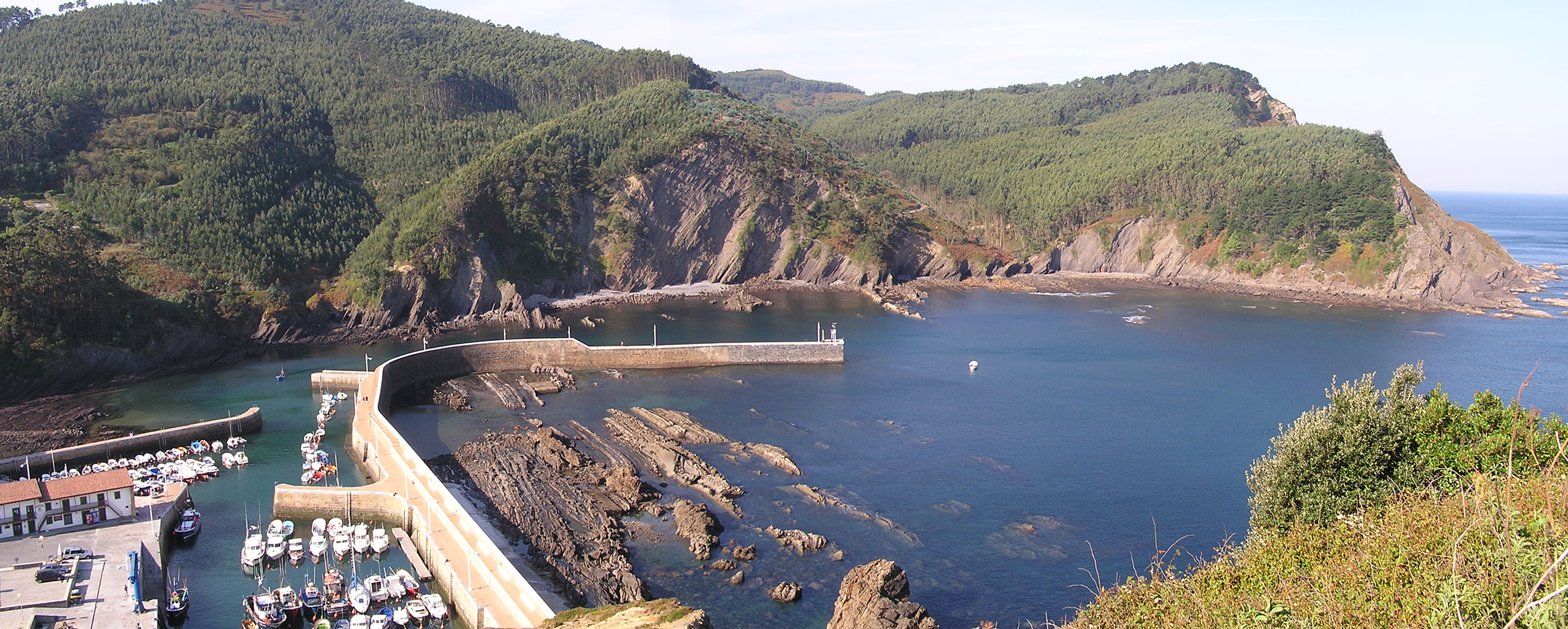
Crique d'Armintza

La commune de Lemoiz se situe dans la côte de Biscaye, dans la comarque d'Uribe. Elle est limitée au nord par la mer Cantabrique, à l'ouest par Gorliz et Plentzia, au sud par Gatika, au sud-est par Maruri-Jatabe et au nord-est par Bakio. Jusqu'à il y a quelques années à l'est de Lemoiz on trouvait l'enclave côtière de Basordas, appartenant à Mungia, mais elle a été récemment annexée par la mairie de Lemoiz. Au contraire Lemoiz a perdu la petite enclave de Berreaga, située à l'ouest du territoire municipal et entre des terres de Plentzia et de Gorliz. Dans l'ensemble le territoire municipal ajoute 18,9 km2 depuis l'annexion de Basordas (13,8 avant).
Lemoiz est distante de 26 km au nord de la capitale provinciale, la ville de Bilbao. La tête régionale, qui est Mungia, est à 9,5 km au sud-est. La municipalité la plus proche de Lemoiz est Gorliz, qui se trouve seulement à 3,5 km.
L'axe central de la commune (Nord-Sud) est la vallée formée par le cours d'eau Andraka, qui naît dans la commune et se jette à la mer. La vallée est entourée des deux côtés par des alignements montagneux qui dépassent les 200 mètres d'altitude. Le reste du territoire municipal est formé par des secteurs montagneux, de faible altitude, mais qui renforcent l'isolement de Lemoiz en ce qui concerne les communes voisines. Le point plus haut de la commune est la montagne Urizar de 290 mètres d'altitude. D'autre part, la côte de Lemoiz est très accidentées, formée par des falaises, criques naturelles, des plages pierreuses et des saillies naturelles.
Les trois quartiers historiques qui forment la commune se trouvent respectivement dans le cours haut, moyen et inférieur du cours d'eau Andraka le long de l'axe central de la municipalité. Le plus méridional des trois quartiers porte le nom d'Andraka et se trouve près de la naissance du ruisseau. Urizar se trouve dans le centre de la commune et dans le cours moyen de la vallée, est le principal de la commune. Enfin, le quartier d'Armintza se trouve dans la côte à l'embouchure du courant et dans une crique naturelle.
La route régionale qui relie Plentzia et Mungia passe par la partie méridionale du territoire municipal de Lemoiz, par le quartier d'Andraka. De là part une route locale qui parcourt du Sud au Nord tout Lemoiz et arrive jusqu'à Armintza sur la côte. La route de la côte qui relie Gorliz et Bakio à travers Armintza est une route avec beaucoup de courbes et s'avère très pittoresque par le paysage qu'on peut y voir.

## Quartiers et populations

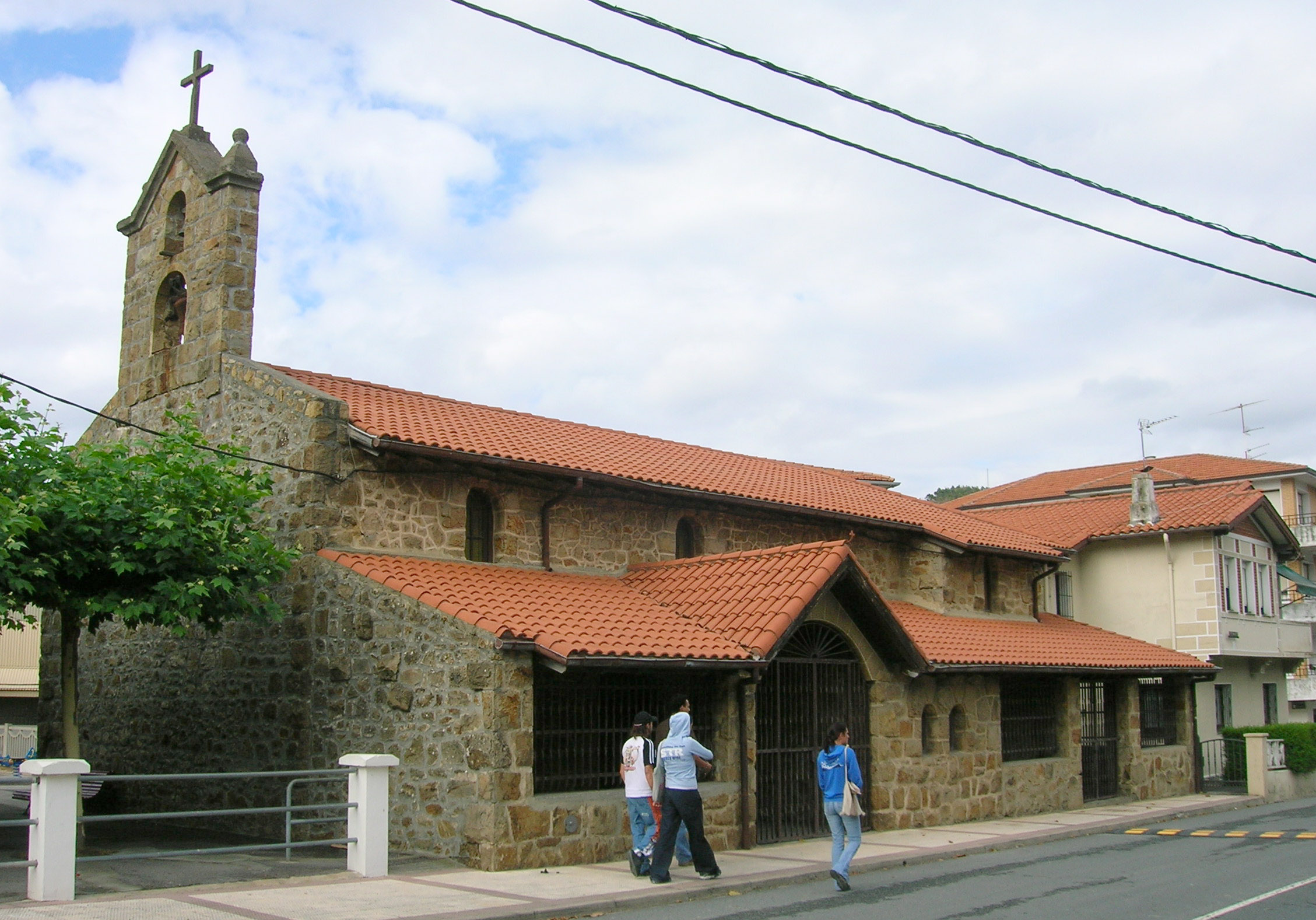
Église et Maison rurale d'Armintza

Urizar de Lemoiz est le chef-lieu de la commune. Son nom signifie vieux village en basque et sert à le distinguer des autres quartiers de Lemoiz d'origine plus récente. Parfois on l'appelle Lemoiz tout simplement, confondant le quartier avec la commune. On croit que c'est un siège haut-médiéval. Il a une structure linéaire sur une colline de faible hauteur entre le chemin qui va de l'intérieur vers la côte et du ruisseau Andraka. Il domine une vallée fertile où apparaissent, dispersés, de nombreuses fermes. C'est le siège de la mairie, l'église paroissiale et autres services administratifs de la commune. L'activité traditionnelle de ce quartier a été l'agriculture.
Dans les environs d'Urizar on a récemment développé l'urbanisation Gure Mendi (notre montagne en basque) qui jouit de belles vues sur la vallée. Urizar et Gure Mendi comptent environ 350 habitants.
Le quartier d'Andraka est un noyau à caractère rural situé dans une position stratégique. Il se trouve dans une hauteur, avec le croisement de la route qu'il va de Mungia à Plentzia et celle qui traverse la vallée de Lemoiz depuis Armintza jusqu'à Andraka. Il présente un habitat caractéristique, de fermes dispersées. Il a quelque 80 habitants.
Sur la côte on trouve Armintza, qui est le traditionnel quartier de pêche de Lemoiz. Il est situé dans une crique naturelle protégée par la Pointe Kauko et du rocher de Gaztelu. Cette crique servait généralement de refuge aux bateaux pendant les tempêtes et a été, au moins depuis le XIIIe siècle, un petit village de pêcheurs. Actuellement la pêche est maintenue pratiquement comme une activité marginale. Armintza a été renforcée comme une localité résidentielle et récréative. C'est actuellement la principale population de la commune, avec environ 470 habitants.

## Centrale nucléaire de Lemoiz

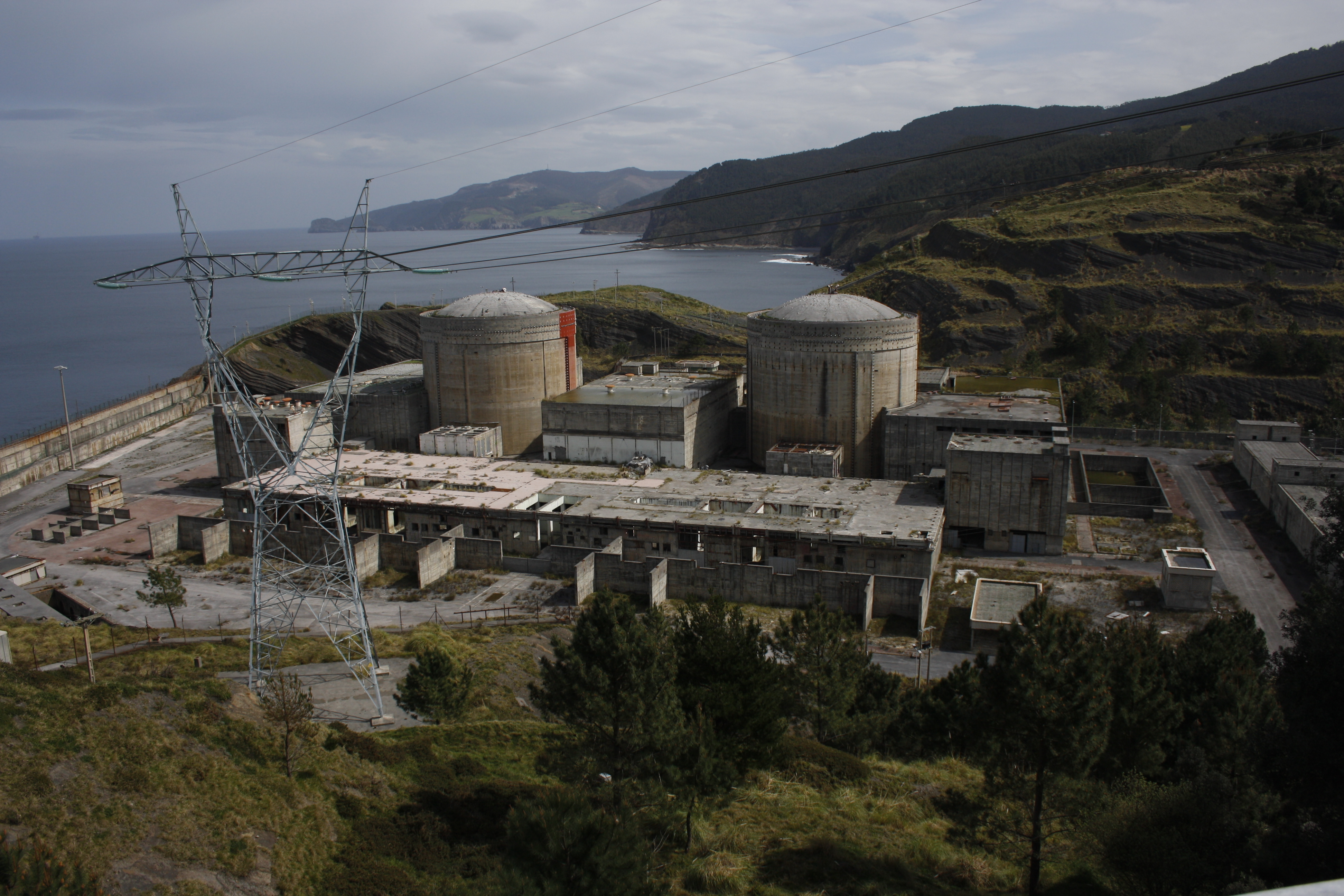
la centrale nucléaire située sur le littoral de la commune de Lemoiz

La centrale nucléaire de Lemoiz est une centrale nucléaire en Biscaye, dans le Nord de l'Espagne, qui n'a jamais fonctionné. La construction de cette centrale nucléaire a été arrêtée en 1984 à la suite d'un moratoire nucléaire du gouvernement socialiste de Felipe González.

## Fêtes et traditions
- Le 16 juillet ont lieu en Armintza les festivités de la Vierge de Carmen. Coïncidant avec les festivités, se tient généralement dans les champs d'Armintza un festival de musique reggae appelé Txapel Reggae.
- Le 10 octobre ont lieu les festivités patronales d'Armintza, pour Santo Tomás. On effectue le Championnat de Sukalki[3].

### Sources
- (es) Cet article est partiellement ou en totalité issu de l’article de Wikipédia en espagnol intitulé « Lemóniz » (voir la liste des auteurs).